# Мышехвостник
По современной классификации на основании системы APG IV все представители рода Мышехвостник включены в состав рода Лютик (Ranunculus), название является устаревшим синонимом.
Мышехво́стник, также мышехво́ст (лат. Myosúrus) — род цветковых растений в составе семейства Лютиковые (Ranunculaceae).

## Описание

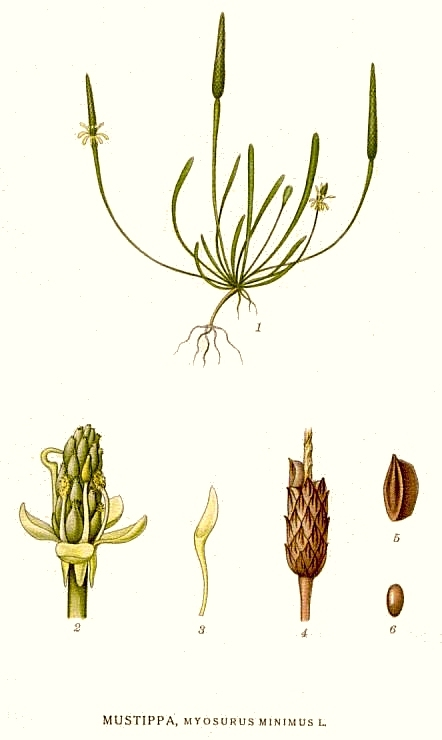
Мышехвостник маленький.

Небольшие однолетние растения с нитевидными корнями. Цветоносы безлистные. Листья розеточные, многочисленные, линейные до узко-продолговатых в очертании, цельные.
Цветки мелкие, одиночные на конце цветоносных стеблей, у некоторых видов очень коротких, обоеполые. Околоцветник дифференцирован на чашелистики и лепестки, последние могут отсутствовать. Чашелистики в числе 5 (редко — больше), с длинным шпорцем у основания. Лепестки (если есть) зеленовато-жёлтые, также в числе 5, немного короче чашелистиков. Тычинки в числе 5—25. Цветоложе при плодоношении сильно удлиняется.
Плод — многоорешек. Орешки мелкие, с крупным носиком.
Базовый набор хромосом — x = 8.

## Ареал
Распространены на всех континентах, отсутствуют в тропиках и в Восточной Азии. Наибольшее видовое разнообразие наблюдается в западной части Северной Америки.

## Систематика

### Виды
- Myosurus alopecuroides Greene, 1885
- Myosurus apetalus Gay, 1845
- Myosurus australis F.Muell., 1855
- Myosurus capensis Tamura, 1993
- Myosurus clavicaulis M.Peck, 1932
- Myosurus cupulatus S.Watson, 1882
- Myosurus minimus L., 1753 — Мышехвостник маленький
- Myosurus nitidus Eastw., 1905
- Myosurus patagonicus Speg., 1897
- Myosurus pringlei Huth, 1892
- Myosurus sessilis S.Watson, 1882